# Grand aumônier de France
Le grand aumônier de France était un officier de la monarchie française de l’Ancien Régime. Il avait la charge de la maison ecclésiastique du roi (la Chapelle).

## Présentation
Le titre de grand aumônier a été créé par François Ier. Il n'est pas reconnu comme l'un des grands offices de la couronne dans la déclaration de Henri III de 1582 qui les énumère, mais quelques théoriciens de la monarchie l'ont toutefois considéré comme l'un de ces grands offices.
Le grand aumônier avait surtout un rôle symbolique comme l'ecclésiastique le plus important de la cour. Souvent de rang épiscopal, plus rarement cardinalice, il bénéficie de privilèges importants, comme la juridiction sur les établissements hospitaliers de Paris ou le bénéfice de l’argenterie de la chapelle du roi à la mort de ce dernier. Qui plus est, le grand aumônier avait rang de duc à la cour[réf. nécessaire]. De ce fait, l'office a souvent été accaparé par de grandes familles aristocratiques, comme la maison de Rohan. Dans sa direction de la maison ecclésiastique du roi, il est secondé par un premier aumônier.
Le grand aumônier faisait communier le roi, célébrait les baptêmes et les mariages des princes.

### Héraldique
Les ornements liées à des charges particulières permettent de distinguer les personnes ayant des dignités ecclésiastiques, des charges de la couronne ou de la Maison du roi. Pour le grand aumônier, on peut voir, au-dessus de l'écu de ses armes, un grand livre couvert de satin d'azur avec les armes de France en broderie.